# Sirmaur
Sirmaur là một thị xã và là một nagar panchayat của quận Rewa thuộc bang Madhya Pradesh, Ấn Độ.

## Địa lý
Sirmaur có vị trí 24°51′B 81°23′Đ / 24,85°B 81,38°Đ Nó có độ cao trung bình là 291 mét (954 feet).

## Nhân khẩu
Theo điều tra dân số năm 2001 của Ấn Độ, Sirmaur có dân số 10.938 người. Phái nam chiếm 54% tổng số dân và phái nữ chiếm 46%. Sirmaur có tỷ lệ 60% biết đọc biết viết, cao hơn tỷ lệ trung bình toàn quốc là 59,5%: tỷ lệ cho phái nam là 70%, và tỷ lệ cho phái nữ là 49%. Tại Sirmaur, 15% dân số nhỏ hơn 6 tuổi.